# 梅利德
梅利德是西班牙加利西亚自治区拉科鲁尼亚省的一个市镇。总面积约101km², 总人口7503人（2017年），人口密度74人/km²。

## 图集

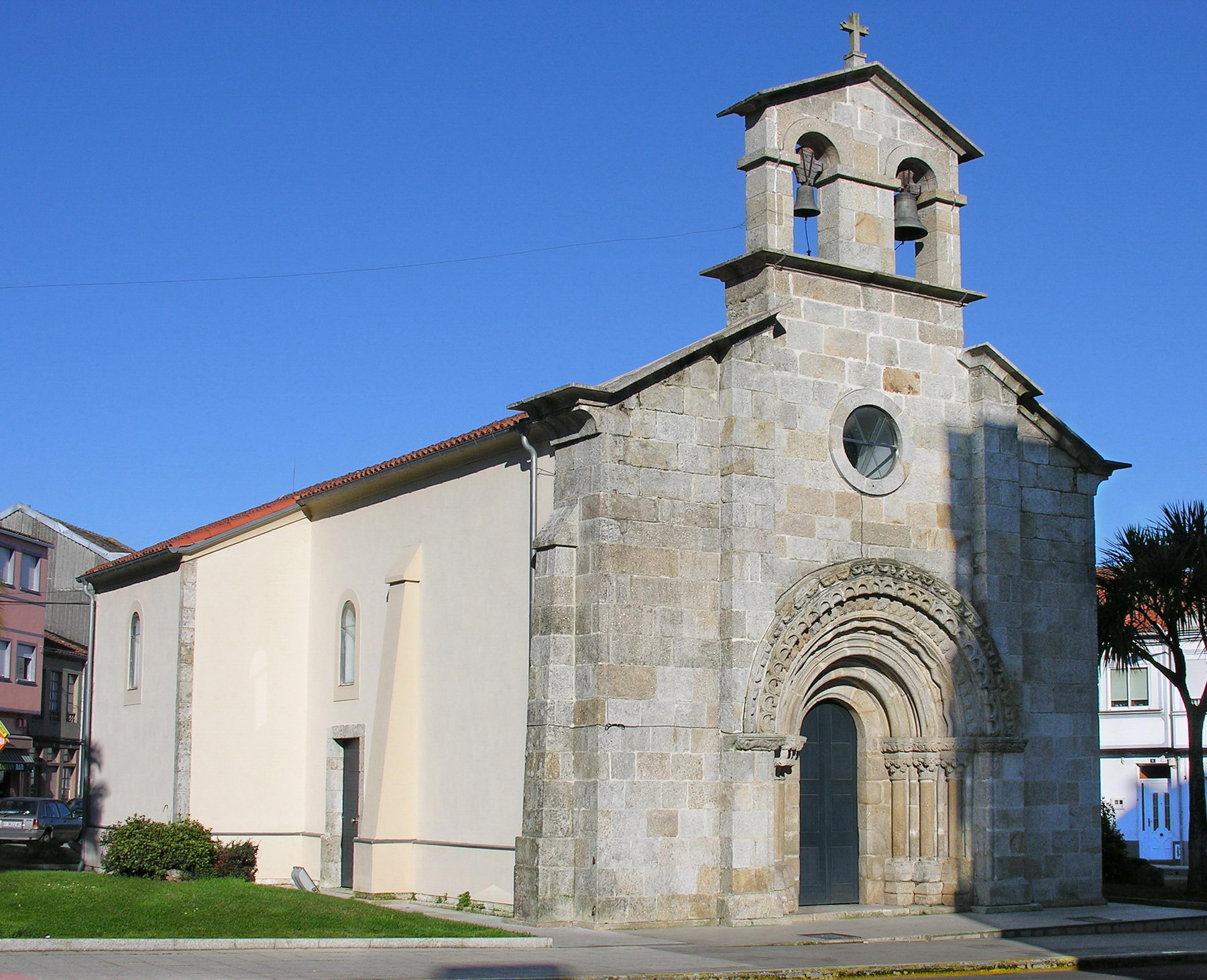
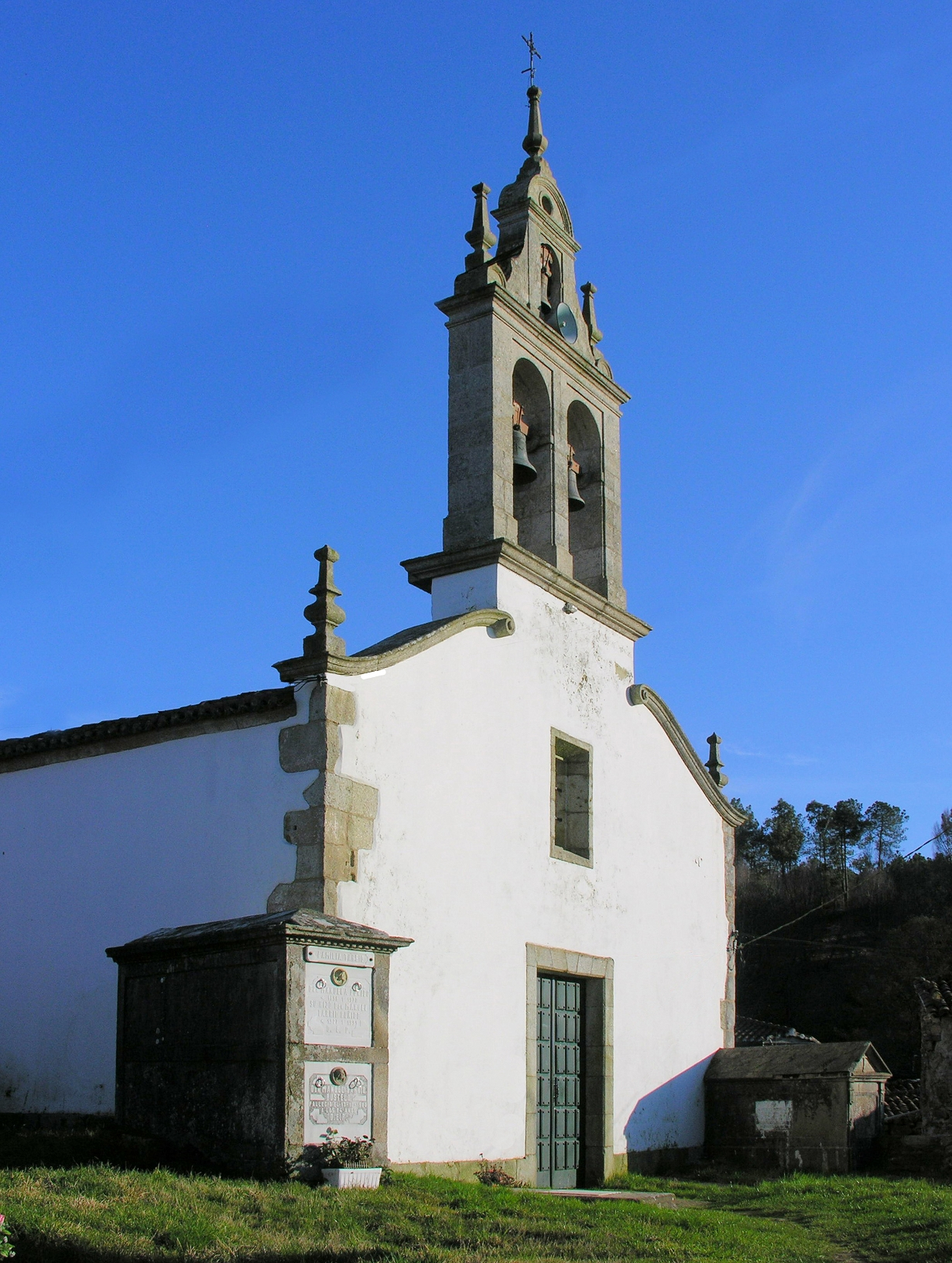
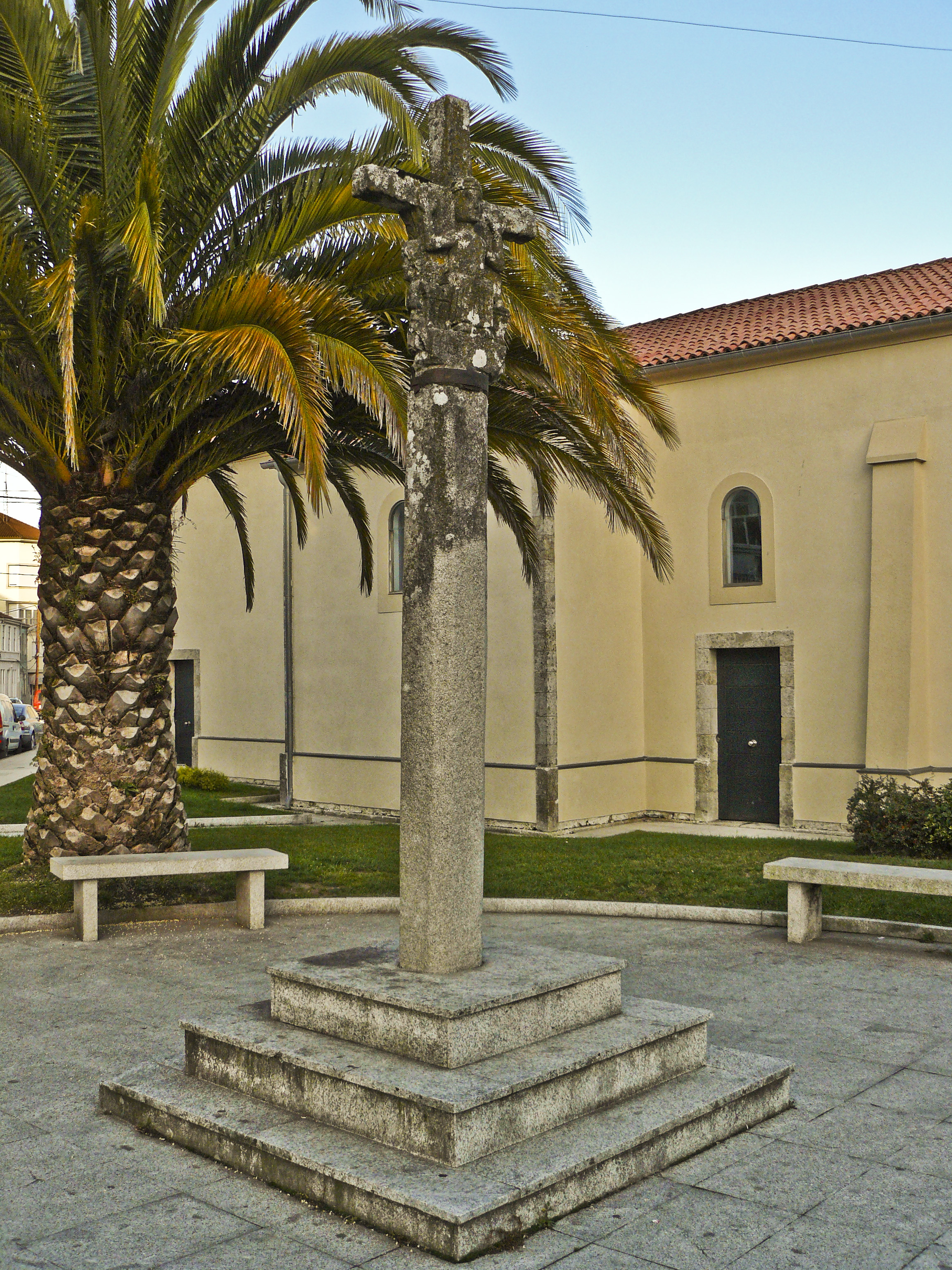
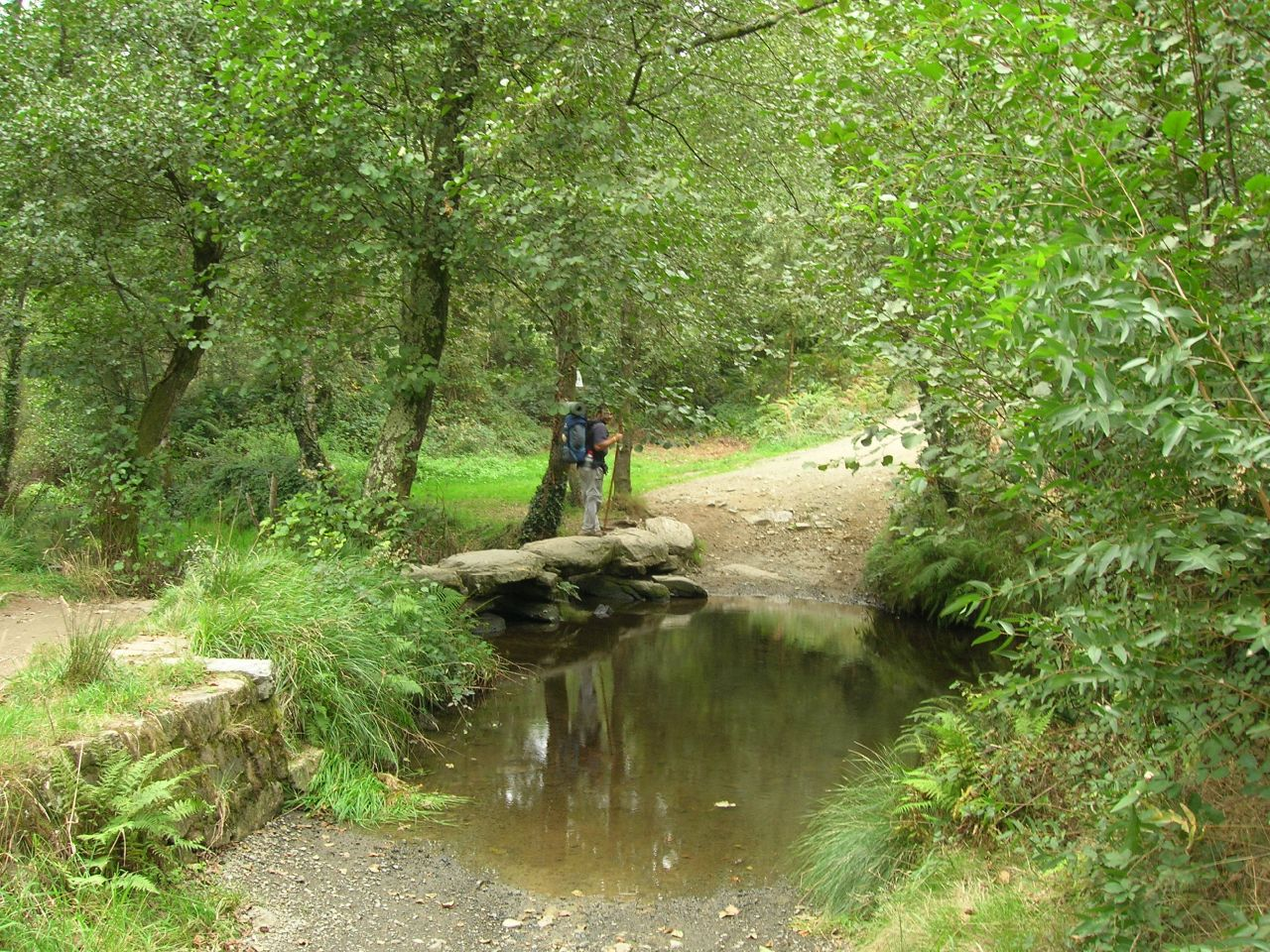
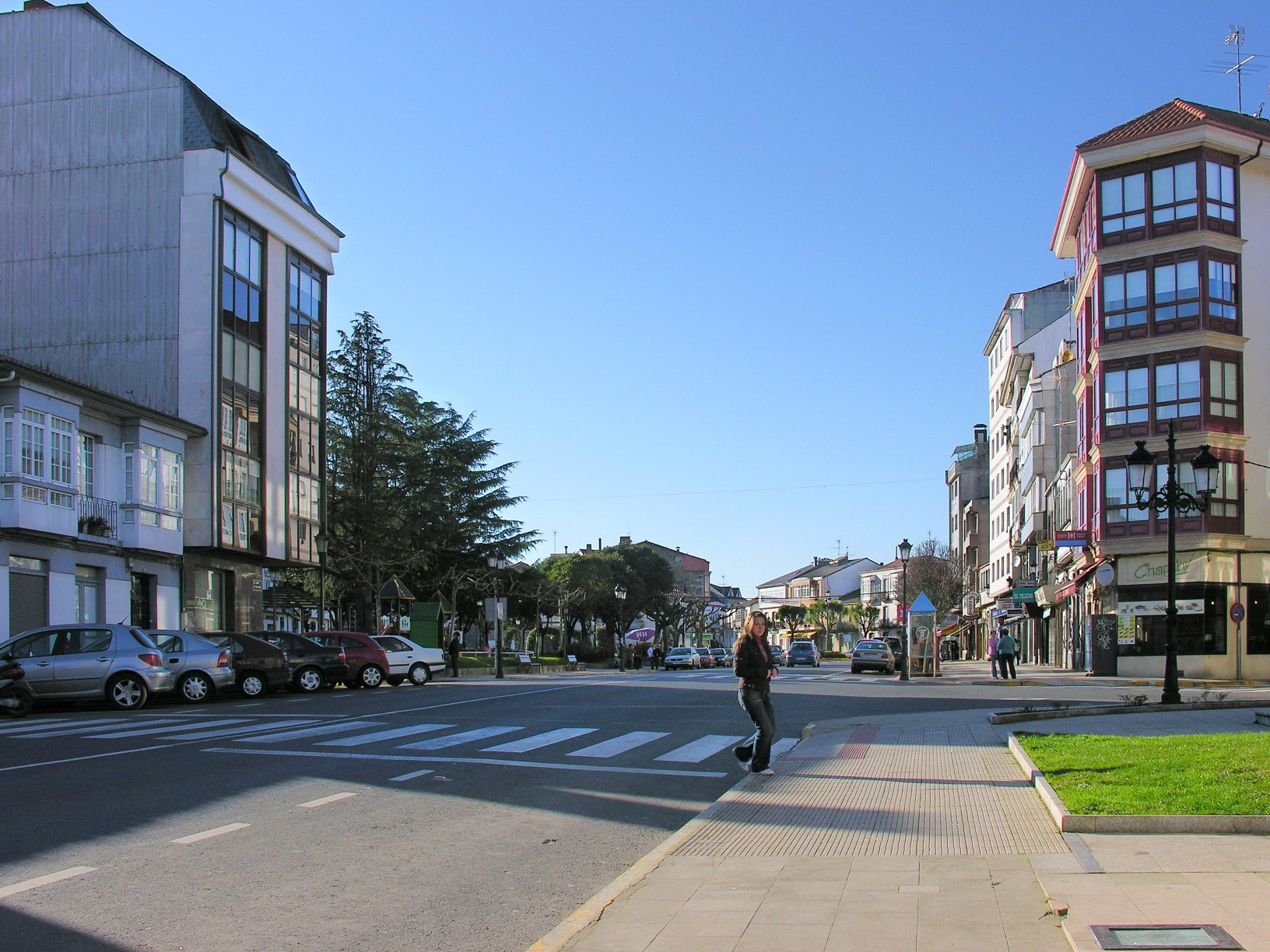

## 人口
| 梅利德历史人口变化图                                       |
|                                                            |
| 来源：西班牙国家统计局（1900-1990年，实际人口）（2000年-） |

## 政治
| 政党                             | 2011年 | 2011年 | 2015年 | 2015年 |
| 政党                             | %      | 议席   | 议席   | %      |
| 加利西亚人民党（PP）             | 55.13  | 8      | 8      | 58.97  |
| 加利西亚民族主义集团（BNG）      | 32.32  | 4      | 3      | 23.13  |
| 加利西亚工人社会党（PSdeG-PSOE） | 10.91  | 1      | 2      | 16.19  |